# Zbyněk Svozil
Zbyněk Svozil (* 25. ledna 1961) je český sportovec a vysokoškolský učitel, v letech 2010 až 2018 děkan Fakulty tělesné kultury Univerzity Palackého (FTK UP). 

## Život
V mládí vystudoval německý jazyk a tělesnou výchovu na Pedagogické fakultě Univerzity Palackého. Po studiu krátce působil jako učitel na základních školách. V roce 1990 začal vyučovat na Univerzitě Palackého, kde později získal doktorský titul v oboru kinantropologie. V letech 2001 až 2006 působil jako vedoucí Katedry společenských věd v kinantropologii a v roce 2005 se habilitoval. V letech 2006 až 2010 působil Svozil jako proděkan FTK UP. V roce 2006 se zároveň stal členem vědecké rady Fakulty tělesné kultury UP. 
V roce 2010 se stal děkanem FTK UP a členem několika vědeckých rad, jmenovitě vědecké rady Univerzity Palackého v Olomouci, Fakulty sportovních studií MU a Fakulty tělesné výchovy a sportu UK. Funkci děkana obhájil i pro druhé funkční období, jež uplynulo v únoru 2018. Poté, co Svozil skončil ve funkci děkana, se opět stal proděkanem a vedoucím katedry. V letech 2014 až 2020 byl členem oborové rady Fakulty sportovních studií MU a v roce 2018 se stal členem vědecké rady pro doktorské studijní programy na FTK UP.
Svozil je vedle svého akademického působení vášnivý plavec. Za svou plaveckou kariéru získal celou řadu různých ocenění, vynikal kromě plavání také v plavání s ploutvemi. Několikrát se stal mistrem Československa a Česka. Na mistrovství světa v roce 1992 se umístil na prvním místě v soutěži družstev. V roce 1987 spolu se čtyřmi dalšími plavci překonal světový rekord štafetového plavání pod vodou, když dohromady uplavali celkem 152 kilometrů v průběhu 24 hodin nepřetržitého plavání pod vodou.
Je ženatý a má dvě dcery.